# الساندرو پوتنزا
الساندرو پوتنزا (انگلیسی: Alessandro Potenza؛ زادهٔ ۸ مارس ۱۹۸۴) بازیکن فوتبال اهل ایتالیا است.
از باشگاه‌هایی که در آن بازی کرده‌است می‌توان به باشگاه فوتبال اینتر میلان، باشگاه ورزشی رئال مایورکا، باشگاه فوتبال فیورنتینا، باشگاه فوتبال مودنا، باشگاه فوتبال پارما، باشگاه فوتبال کیه‌وو ورونا، باشگاه فوتبال آنکونا، باشگاه فوتبال فوجا، باشگاه فوتبال چنایین، باشگاه فوتبال کاتانیا، و باشگاه فوتبال جنوآ اشاره کرد.
وی همچنین در تیم‌های ملی فوتبال زیر ۱۹ سال ایتالیا، زیر ۲۰ سال ایتالیا، و زیر ۲۱ سال ایتالیا بازی کرده‌است.